# Jan Conny
Jan Conny, indicato anche coi nomi di John Canoe, Johann Kuny, Johannes Conrad, January Conny, Johann Cuny, Jean Cunny, Jan Konny, John Conni e Nana Konneh (Axim, ... – 1725), è stato un militare e mercante ghanese.
Il suo nome vero è ad oggi sconosciuto. Era capo del popolo dell'Ahanta all'inizio del XVIII secolo e, dopo aver servito gli occupanti brandeburghesi come governatore di Fort Groß Friedrichsburg, alla loro dipartita se ne impossessò e mantenne la fortezza sotto il proprio controllo sino al 1725, difendendola da altri tentativi di colonizzazione straniera. Costretto a cedere dagli olandesi, la sua sorte rimane oscura. Secondo alcuni resoconti cadde al forte nel tentativo estremo di difenderlo, mentre secondo altri riuscì a fuggire. I membri della sua tribù vennero in gran parte catturati e trasportati come schiavi nelle Americhe. È commemorato nel festival annuale di Junkanoo che si tiene nei Caraibi ogni dicembre.

## Biografia

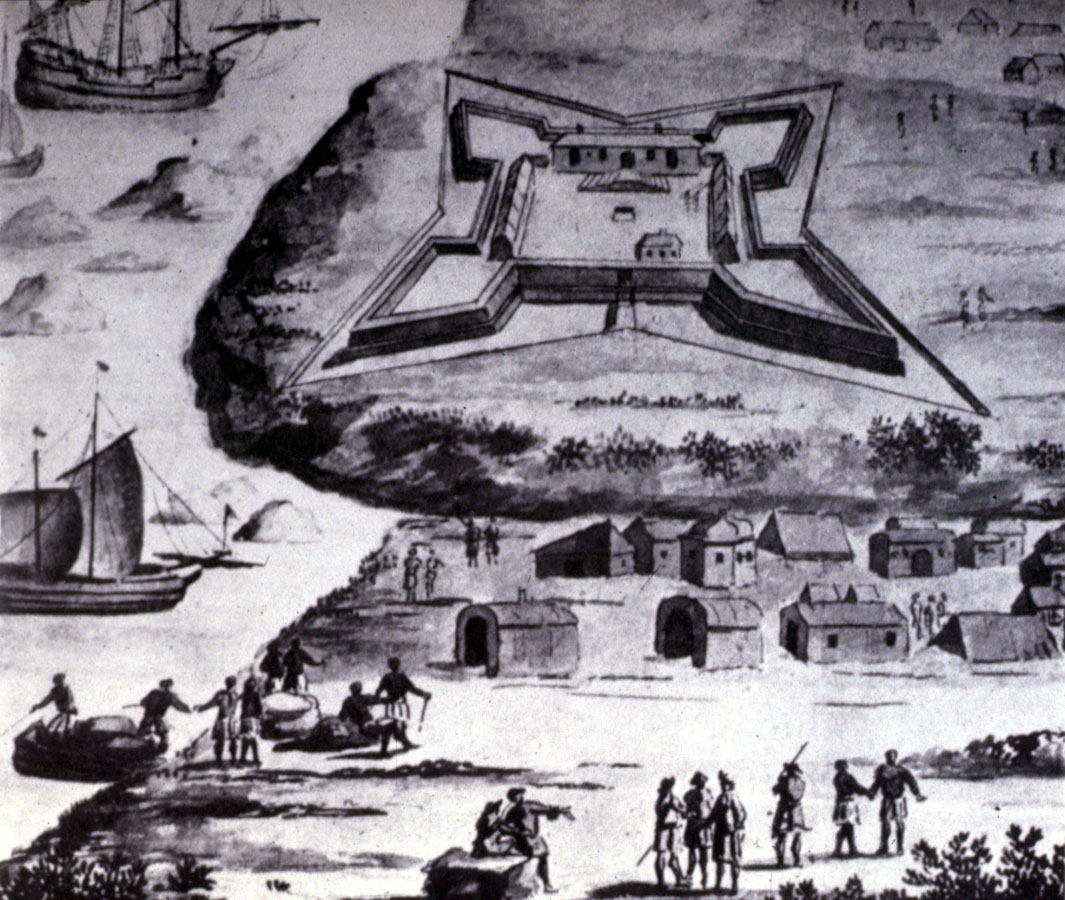
Il Forte di Groß Friedrichsburg che Jan Conny difese strenuamente per otto anni sino all'occupazione olandese

Jan Conny era un potente mercante della Costa d'Oro. Conny disponeva di un proprio esercito personale e si alleò con il Brandeburgo-Prussia quando i coloni sbarcarono sulle coste della sua area e fondarono qui la colonia della Costa d'Oro brandeburghese (1683–1720) concludendo con lui un trattato ad Axim, nell'odierno Ghana, in Africa occidentale. Tra il 25 dicembre 1708 ed il 1724 mantenne stabilmente il controllo della fortezza brandeburghese abbandonata di Fort Groß Friedrichsburg e la difese contro i numerosi tentativi di conquista ad opera degli olandesi. La storia della difesa della fortezza è stata in gran parte distorta per fini propagandistici nel XIX secolo da parte dell'Impero tedesco, intenzionato a mostrare come anche in passato le popolazioni locali si fossero dimostrate fedeli ai coloni tedeschi. La storia di Jan Conny è divenuta in seguito anche molto nota in diverse parti dei Caraibi dove appunto vennero trasportati alcuni dei suoi compagni d'arme catturati in seguito alla sua disfatta ad opera degli olandesi.
I molteplici nomi con cui la sua figura è nota, sono frutto di distorsioni linguistiche probabilmente del suo nome in lingua africana, forse "Kenu", che è tra l'altro un tipico nome della tribù Akan. Jan Conny, era capo del gruppo etnico degli Ahanta, ma all'epoca era chiamato anche "Re di Prinz Terre" o "Re di Prince Town" (sempre a seconda dei resoconti) ed era un noto intermediario tra gli africani ed i prussiani giunti dall'Europa, di cui egli fu uno dei più validi alleati, aiutando i tedeschi a sviluppare un commercio nell'area sino al confine con le aree dei forti olandesi di Butre e Sekondi. Tra il 1711 ed il 1713, più di 95 navi attraccarono al molo di Fort Groß Friedrichsburg ed egli si servì certamente delle proprie doti e delle proprie conoscenze per contrattare coi mercanti per conto della Prussia. Dopo la partenza dei prussiani dalla Costa d'Oro, il Brandeburgo decise di vendere il possedimento di Fort Groß Friedrichsburg agli olandesi, ma senza mettere al corrente di fatto Jan Conny.
Malgrado la lontananza dei brandeburghesi, egli si professava comunque un uomo di fiducia del re di Prussia e per questo si mantenne in guerra coi vicini olandesi e inglesi. Nel corso di questa guerra, attaccò la vicina fortezza inglese di Fort Metal Cross a Dixcove, che venne pesantemente danneggiata dal suo intervento militare. Nel corso di questi eventi, fu in grado non solo di sostenere il suo esercito privato (composto prevalentemente da guerrieri Ashanti e Wassa), ma anche di dare supporto alla sua popolazione della tribù Ahanta. Si suppone che abbia comandato un esercito di 15.000 uomini nella battaglia ingaggiata con gli inglesi nel 1712. Olandesi e inglesi si appellarono senza successo al Brandeburgo perché ritirasse il proprio supporto a Jan Conny perché temevano che se altre tribù avessero preso ispirazione da lui, avrebbero potuto generarsi delle insurrezioni di massa che avrebbero potuto danneggiare gli interessi coloniali delle principali potenze europee impegnate in Africa.
Jan Conny disponeva di un gran numero di moschetti e cannoni, in gran parte ottenuti da precedenti attacchi degli olandesi. Attorno al 1724, il suo esercito era di circa 20.000 uomini. In quell'anno, dopo sette anni di controllo della fortezza, venne costretto a ritirarsi dall'ex Costa d'Oro brandeburghese, sconfitto dalla fanteria asafo degli inglesi. Dopo la cattura di Prince Town, Jan Conny scomparve nell'oscurità, probabilmente fuggendo a Kumasi, capitale dei suoi alleati Ashanti.
Jan Conny era uno dei pochi grandi mercanti africani del XVIII secolo attivi nell'Africa occidentale. Lui, assieme a John Kabes ed a Thomas Ewusi, ebbe una parte significativa di aiuto ai coloni europei e quindi fece da tramite nel commercio degli schiavi con gli europei lungo la costa ghanese.

## Impatto storico

### La leggenda della "Prussia nera"
Il rifiuto di Jan Conny di consegnare la fortezza brandeburghese nelle mani degli olandesi venne usato nel corso del XIX secolo dai propugnatori dell'Impero coloniale tedesco per scopi propagandistici.
Diversi furono infatti i saggi scritti sull'ultimo "re nero" al servizio dell'elettore prussiano ed egli fu oggetto anche di una poesia composta da Fedor von Koeben. L'occupazione della Fortezza di Groß Friedrichsburg dopo la dipartita dei brandeburghesi da parte di Jan Conny, venne infatti interpretata come un atto di "lealtà al Brandeburgo". Secondo la leggenda sviluppata dai coloni, Jan Conny avrebbe lasciato la fortezza costretto a cedere, ma si sarebbe premurato di portare con sé la bandiera del Brandeburgo. Questo servì per dare l'impressione che vi fosse un'area della costa del Ghana dove i locali stavano ancora attendendo il ritorno dei coloni prussiani. L'impegno coloniale dell'Impero tedesco alla fine del XIX secolo fu contrastato da molti e proprio la leggenda del "re nero" prussiano servì come argomentazioni per quanti lo difendevano. La leggenda persisteva ancora a metà degli anni '30 del XX secolo, motivo per cui venne sfruttata anche dal nazismo per far valere i propri piani coloniali per l'Africa. Hitler inviò anche una spedizione sulle rovine della fortezza di Groß Friedrichsburg, dove presumibilmente incontrarono ancora persone che conservavano e si tramandavano la memoria dei "bei tempi coloniali" sotto la Prussia.

### Il festival di Junkanoo

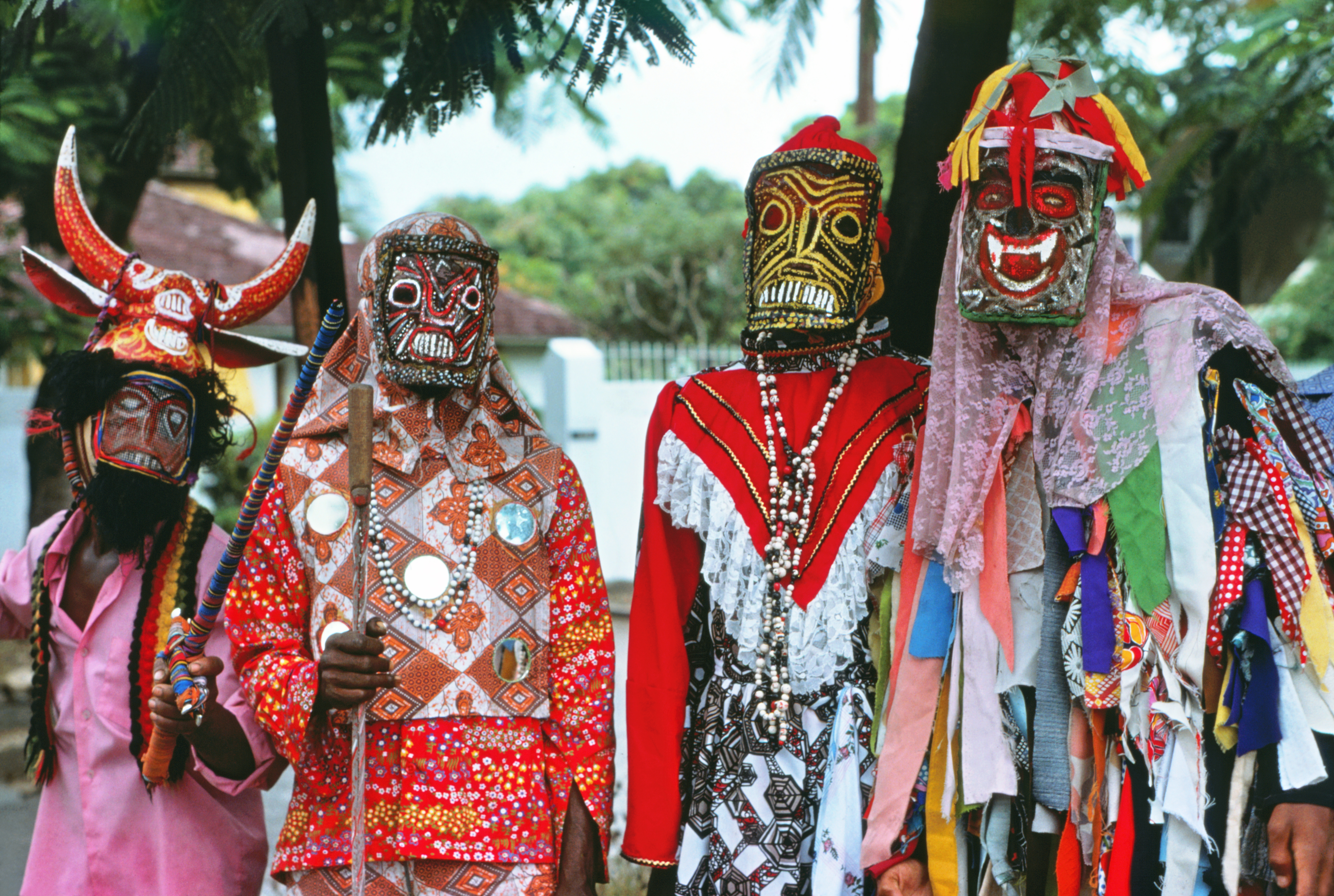
Il festival di Junkanoo in una fotografia del 1975 nei Caraibi

Secondo lo storico e schiavista giamaicano del XVIII secolo Edward Long, il festival di Junkanoo (nome derivato dalla trasposizione inglese di John Canoe da Jan Conny) venne creato in Giamaica e nei Caraibi da quei compagni tribù di Jan Conny deportati dagli olandesi da Fort Gross Friedrichsburg dopo la caduta di questo. Il festival include infatti delle scene di battaglia tipiche della cultura Akan ed anche gli abiti utilizzati rimandano chiaramente a quelli degli antichi guerrieri del Ghana.